# 竹俣清綱
竹俣 清綱（たけのまた きよつな、生没年不詳）は、戦国時代の武将。上杉氏の家臣。竹俣清忠の子。竹俣為綱・竹俣昌綱の父。
竹俣氏は揚北衆佐々木党のひとつ、加地氏の庶流。
はじめ越後守護代長尾為景に対し、本庄時長・色部昌長らとともに上杉房能敗死後も対立を続けた。これに対して同じ揚北衆である中条氏・築地氏らは為景に属して、色部氏らを攻撃、乱はたちまちのうちに平定された。降伏し為景に誓書を出すなどして、以降はつとめて為景と事は構えなかった。
その後上杉謙信に仕え、七手組大将の一人として、柿崎景家、新発田長敦、加地春綱、本庄繁長、色部勝長、中条藤資らと並び称された武将であった。